# Nicolas François Joseph Richard d'Aboncourt
Pour les articles homonymes, voir Aboncourt.
Nicolas François Joseph Richard d'Aboncourt est un homme politique français né le 14 août 1753 à Remiremont (Vosges) et décédé le 17 juin 1813 à Remiremont.
Avocat à Remiremont, il devient juge au tribunal criminel des Vosges sous la Révolution. Il est élu député des Vosges au Conseil des Cinq-Cents le 23 germinal an VI. Rallié au Consulat, il est sous-préfet de Remiremont de 1800 à 1813.

## Sources
- « Nicolas François Joseph Richard d'Aboncourt », dans Adolphe Robert et Gaston Cougny, Dictionnaire des parlementaires français, Edgar Bourloton, 1889-1891 [détail de l’édition]